# Vanikolomonark
Vanikolomonark (Mayrornis schistaceus) är en fågel i familjen monarker inom ordningen tättingar. Den förekommer endast på en av öarna i sydöstligaste Salomonöarna.

## Utseende och läte
Vanikolomonarken är en 13–14 cm lång flugsnapparliknande fågel med mestadels skiffergrå fjäderdräkt. Den är ljusare runt ögat, på tygeln samt undertill, och på undre stjärttäckarna är den närmast vitaktig. I ansiktet har den ett mörkare grått kort mustaschstreck. Stjärten är svart med små, men tydliga vita spetsar på de tre yttre stjärtpenneparen. Näbb och ben är gråfärgade. Arten beskrivs som ljudlig, med ett musikaliskt raspigt läte, ett grälande "scha-scha" samt ett tjattrande "schschschsch". Sången består av en trestavig darrande vissling.

## Utbredning och systematik
Fågeln förekommer enbart på ön Vanikolo i Santa Cruzöarna, som tillhör staten Salomonöarna. Den behandlas som monotypisk, det vill säga att den inte delas in i några underarter.

## Levnadssätt
Vanikolomonarken förekommer i både ursprunglig och ung skog, i låglänta områden och bergstrakter upp till 450 meters höjd. Den verkar tolerera viss skogsavverkning, men är frånvarande i öppna eller buskrika områden. Fågeln födosöker relativt högt upp på jakt efter insekter, ofta i artblandade flockar med exempelvis temotusolfjäderstjärt (Rhipidura melanolaema). Den håller nästan alltid stjärten rest. Ibland snärtar den med stjärten eller breder ut den som en solfjäder. Bortsett från att ungfåglar har noterats i november är ingenting känt om dess häckningsbiologi.

## Status och hot
Vanikolomonarken har ett mycket begränsat utbredningsområde och en liten världspopulation bestående av uppskattningsvis 2500–4000 adulta individer. Den tros också minska i antal till följd av habitatförlust. Fågeln är därför upptagen på internationella naturvårdsunionen IUCN:s röda lista över hotade arter och kategoriseras som sårbar (VU).